# Pico de Orizaba
O vulcão Pico de Orizaba ou Citlaltépetl (do nahuatl citlalli = estrela, e tepetl = montanha) localiza-se no México e é a montanha mais alta deste país, a terceira na América do Norte e o terceiro vulcão mais alto no hemisfério Ocidental. Localiza-se no extremo oriental do complexo montanhoso do Eje Volcánico Tranversal na fronteira entre os estados de Veracruz e Puebla. Atualmente encontra-se inativo mas não está extinto, tendo as últimas erupções ocorrido em 1687 e anteriormente em 1630, 1613, 1569, 1566, 1545 e 1537.
A cidade de Orizaba encontra-se no sopé deste vulcão. Próxima do Pico de Orizaba fica a Sierra Negra. Este vulcão foi importante para as culturas Azteca e Totonaca. O pico e os terrenos circundantes são parte de um parque nacional. É possível subir até ao topo do pico, já que existem caminhos de aproximação e escalada.
Com 5610 metros de altitude, é um dos sete cumes vulcânicos pois é o mais alto vulcão da América do Norte. A sua proeminência topográfica é de 4922 metros e seu isolamento topográfico é de 2690 km.